# Parafia św. Abrahama w Szczuczyńsku
Parafia św. Abrahama w Szczuczyńsku – rzymskokatolicka parafia znajdująca się w archidiecezji astańskiej, w dekanacie kokczetawskim, w Kazachstanie.
Parafia posiada kaplicę w pobliskim kurorcie Burabaj.

## Historia
Początki wspólnoty katolickiej w Szczuczyńsku sięgają czasów Związku Sowieckiego, gdy katolicy gromadzili się na modlitwie w domach prywatnych (domy te zmieniano z uwagi na prześladowania). W 1979 zwrócili się oni do władz z prośba o zgodę na zakup domu parafialnego, którą uzyskali 14 czerwca 1988. 22 czerwca 1988 dokonano zakupu. Od tej pory do miasta dojeżdżali kapłani, w tym o. Jan Paweł Lenga MIC. W latach 90. parafia zanotowała duży spadek liczby wiernych po masowych wyjazdach tutejszych Niemców do Niemiec. 
Od 1999 msza święta odprawiana była w każdą niedziele. 10 marca 1999 parafia została oficjalnie zarejestrowana przez kazachskie władze. W latach 2006–2015 wybudowano nowy kościół pw. NMP Królowej Rodzin. W starym domu parafialnym mieści się do października 2020 klasztor sióstr franciszkanek.